# Löpsedel

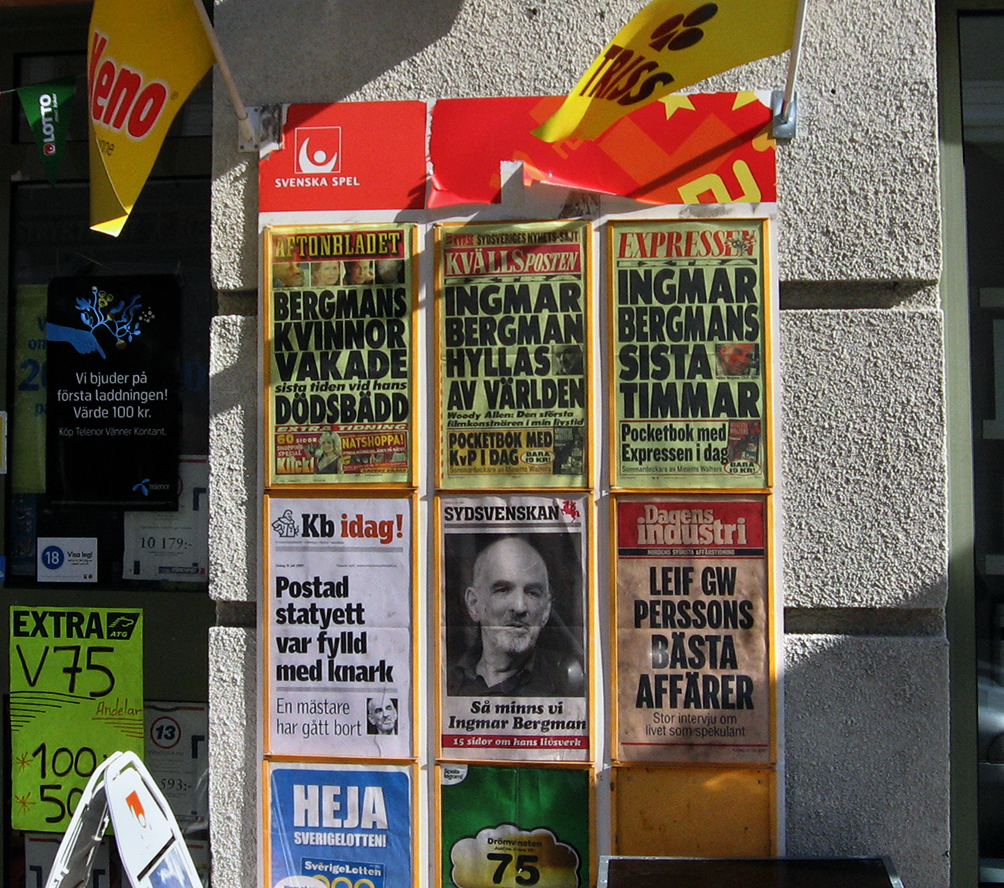
Löpsedlar från 31 juli 2007 om Ingmar Bergmans död.

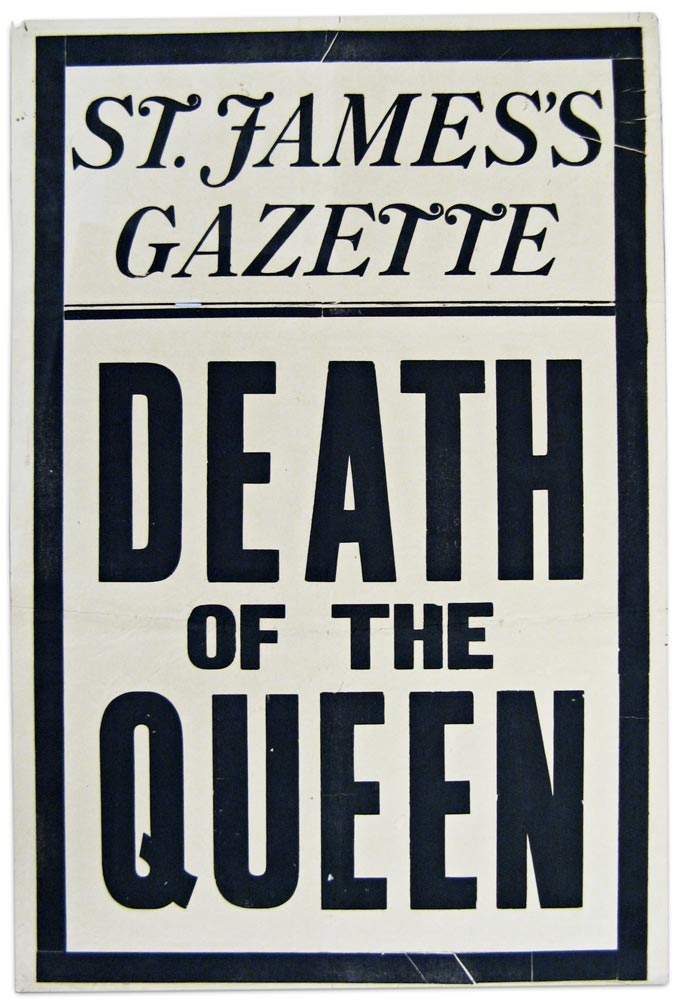
Brittisk löpsedel från januari 1901, om drottning Viktorias död.

En löpsedel eller ett löp är ett reklamblad avsett att fästas väl synligt utanför försäljningsställen för tidningar i syfte att sälja lösnummer. Eftersom vissa tidningar säljer mest på lösnummer får utformningen av dessa tidningars löpsedlar stor betydelse.
Ibland när man talar om "löp" kan det även innefatta huvudrubriker på tidningens förstasida,[källa behövs] en sida som bland journalister vardagligt kallas ettan.
Det svenska ordet "löpsedel" kommer från en typ av fraktbeställning, där begäran om posttransport anslogs utanför postkontoret. Eftersom denna beställning var synlig kunde den läsas av förbipasserande och kunde på så vis komma att sprida nyheter, vilket också är sentida löpsedlars lockelse även om deras primära syfte är att locka till köp av tidningar. Löpsedel betecknade på denna tid även en typ av reklamationsblankett.
I Skandinavien förekommer löpsedlar främst i Sverige och Finland. Idén är hämtad från Storbritannien, där löpsedlar (kallade newspaper billboard posters, eller oftast bara newspaper billboards) använts av tidningarna åtminstone sedan början av 1900-talet. Löpsedlar används även i Tyskland (där de kallas Händlerschürze) och i Japan, samt i en rad forna brittiska kolonier, som Indien och Singapore. I de flesta andra länder har tidningar i allmänhet inte tryckta löpsedlar utan annonseras på gatan med sin förstasida.
Svenska tidningars lösnummerförsäljning är delvis beroende av löpsedlar som lockar till köp. Följaktligen är det framför allt kvällstidningar, som Expressen, Kvällsposten och Aftonbladet, som är beroende av löpsedlar, eftersom dessa inte har prenumeranter. Kvällstidningarna kritiseras ofta för att löpsedlarnas rubriker är osakliga och sensationslystna (se vidare pressetik).

## Uppmärksammade löpsedlar i Sverige

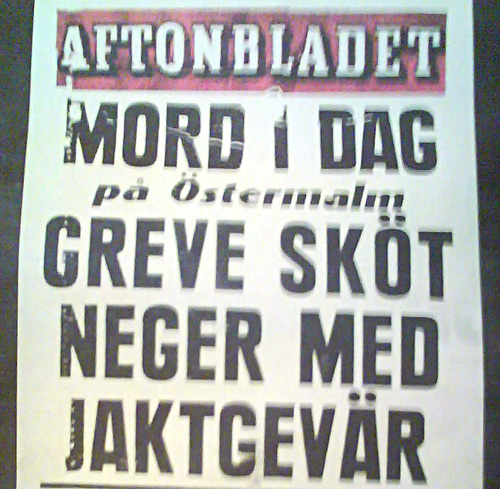
Sveriges inom journalistkretsar mest kända löpsedel publicerad av Aftonbladet i februari 1970.

Den mest kända löpsedeln i Sverige anses vara Aftonbladets löpsedel från februari 1970[not1]: "Mord i dag på Östermalm: Greve sköt neger med jaktgevär". Den har, enligt radioprogrammet Medierna, blivit en symbol för löpsedlarnas mustiga, skruvade sensationalism och en kvardröjande kolonial syn. Förövaren var dock inte greve och brottsrubriceringen var inte mord utan vållande till annans död. Redaktören som utformade löpsedeln sade i en intervju 2012 att om de hade vetat mer om händelsen, eller haft mer tid, så hade den inte utformats på det viset. Ordet neger ansågs redan 1970 vara stötande för många. En av journalisterna som skrev om händelsen ansåg att löpsedeln var genant redan när den skrevs och att det var ett uttryck för en grabbig kultur på redaktionen. Det var inte ovanligt med etniska etiketter på löpen förr, men även om den jämförs med Dagens Nyheters löpsedel från 1935, "Tattare Bengtsson på rymmarstråt", så skiljde Aftonbladet ut sig genom att länge framhålla etnicitet hos misstänkta brottslingar, även om etiketterna ibland användes välvilligt, som 1943 när man utformade löpsedeln "Negerfar i förort lever lycklig med blond hustru". Aftonbladet låg även bakom löpsedeln "USA-stad anfölls av beväpnade negertrupper inatt" i juli 1968 om "Glenville Shootout". Efter debatten om löpsedeln om greven blev det mer ovanligt med etnicitet i rubriker om brott.
En annan uppmärksammad löpsedel är Expressens löpsedel från 1993 i samband med sin artikelserie Svart på vitt: "Kör ut dem! - Så tycker svenska folket om invandrare och flyktingar" som ledde till att dåvarande chefredaktör Erik Månsson lämnade sin post.

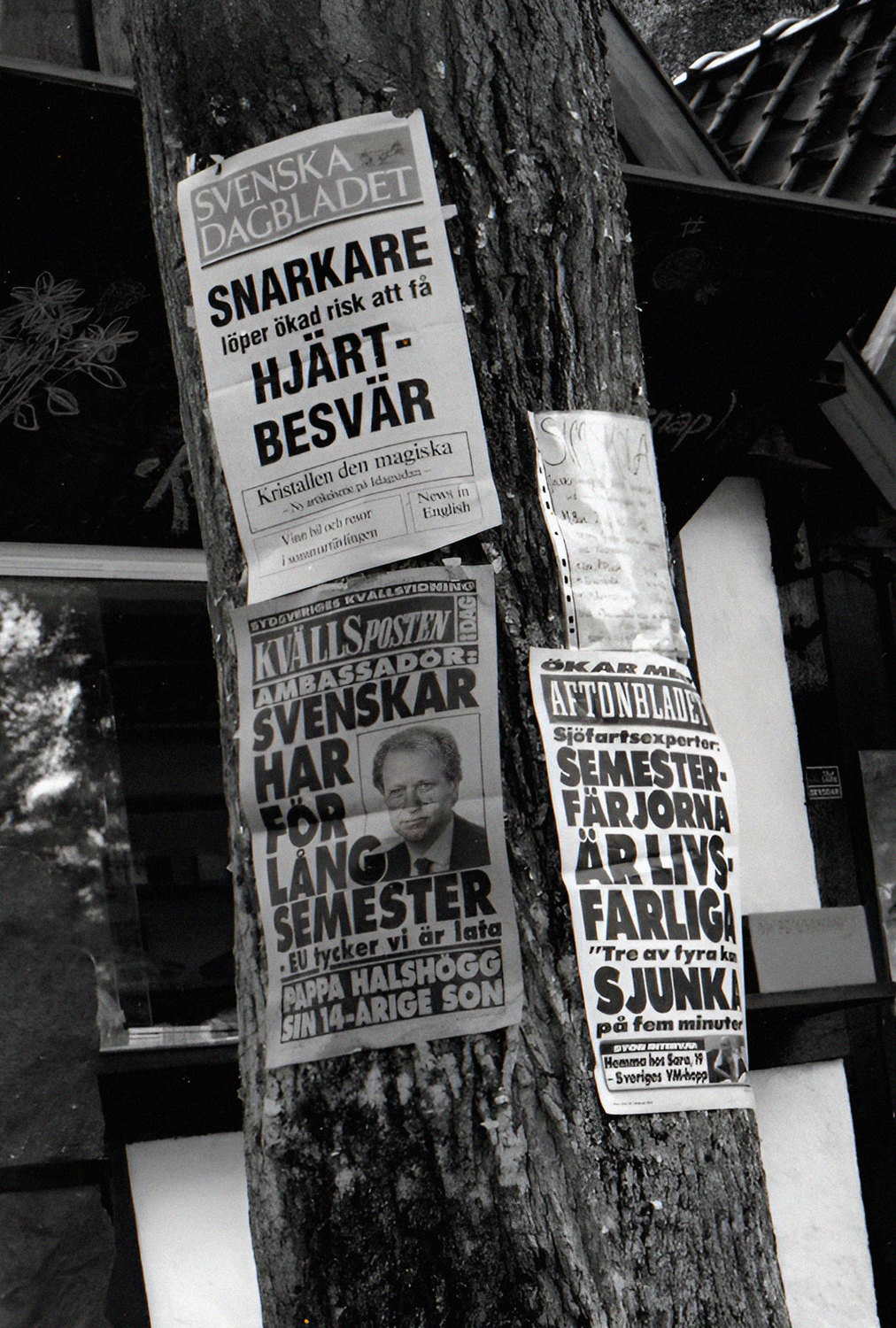
Löpsedlar på ett träd i Falsterbo 1994.

### Expressens löpsedel om Gudrun Schyman 2001
En av få löpsedlar som fällts i Högsta domstolen är Expressens löpsedel den 27 november 2001 som löd "Gudrun Schyman spelar in erotisk film tillsammans med sin ex-man: 'Man ska bli kåt'". Löpsedeln startade ett mediedrev som gick i flera olika riktningar. Fackklubben på Expressen krävde dåvarande editionschefen, Thomas Mattssons, avgång på grund av löpsedeln men fick inte gehör för sitt krav. Schyman stämde Expressen för grovt förtal för löpsedeln, förstasidan och rubriker i tidningen som sade "Jag ställer upp på allt". En tryckfrihetsjury menade att det var förtal, men ej grovt. Tingsrätten friade dock tidningen för löpsedeln och menade i domslutet att även om det var "bedrövligt dålig journalistik" så var löpsedeln i teknisk mening inte förtal. Pressombudsmannen kommenterade att "Det är bra att domstolen lyfter fram sådant som talar till det fria ordets försvar." Schyman överklagade till högre instans där löpsedeln slutligen bedömdes vara förtal och Expressens dåvarande chefredaktör och ansvarig utgivare Joachim Berner dömdes att böta 60 000 kronor och att betala ett skadestånd på 50 000 kronor. Berner kommenterade löpsedeln 2012 som en brytpunkt i sin karriär och sade att han inte var stolt över den. Att han stred för löpsedeln berodde enligt honom enbart på att det låg i hans roll som ansvarig utgivare. Förtalstvisten var en bidragande orsak till att Sveriges Radios styrelse drog tillbaka erbjudandet till Berner om VD-posten på företaget, trots att anställningsavtalet redan var påskrivet, vilket i sin tur ledde till att Berner kompenserades med 2,4 miljoner kronor utan att någonsin tillträda posten.

## Exempel på löpsedlar i olika länder

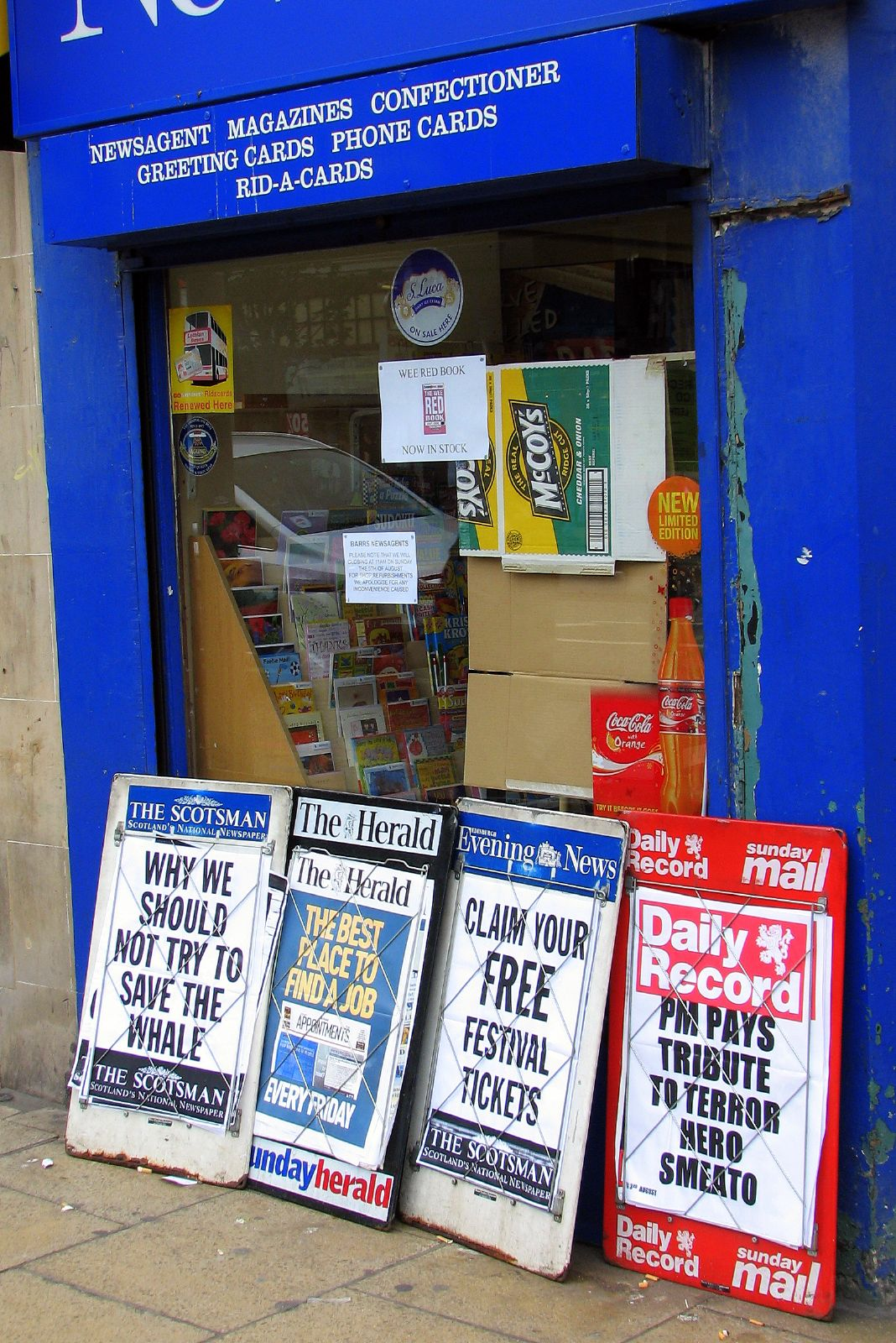
Löpsedlar utanför tidningsbutik i Skottland 2007.
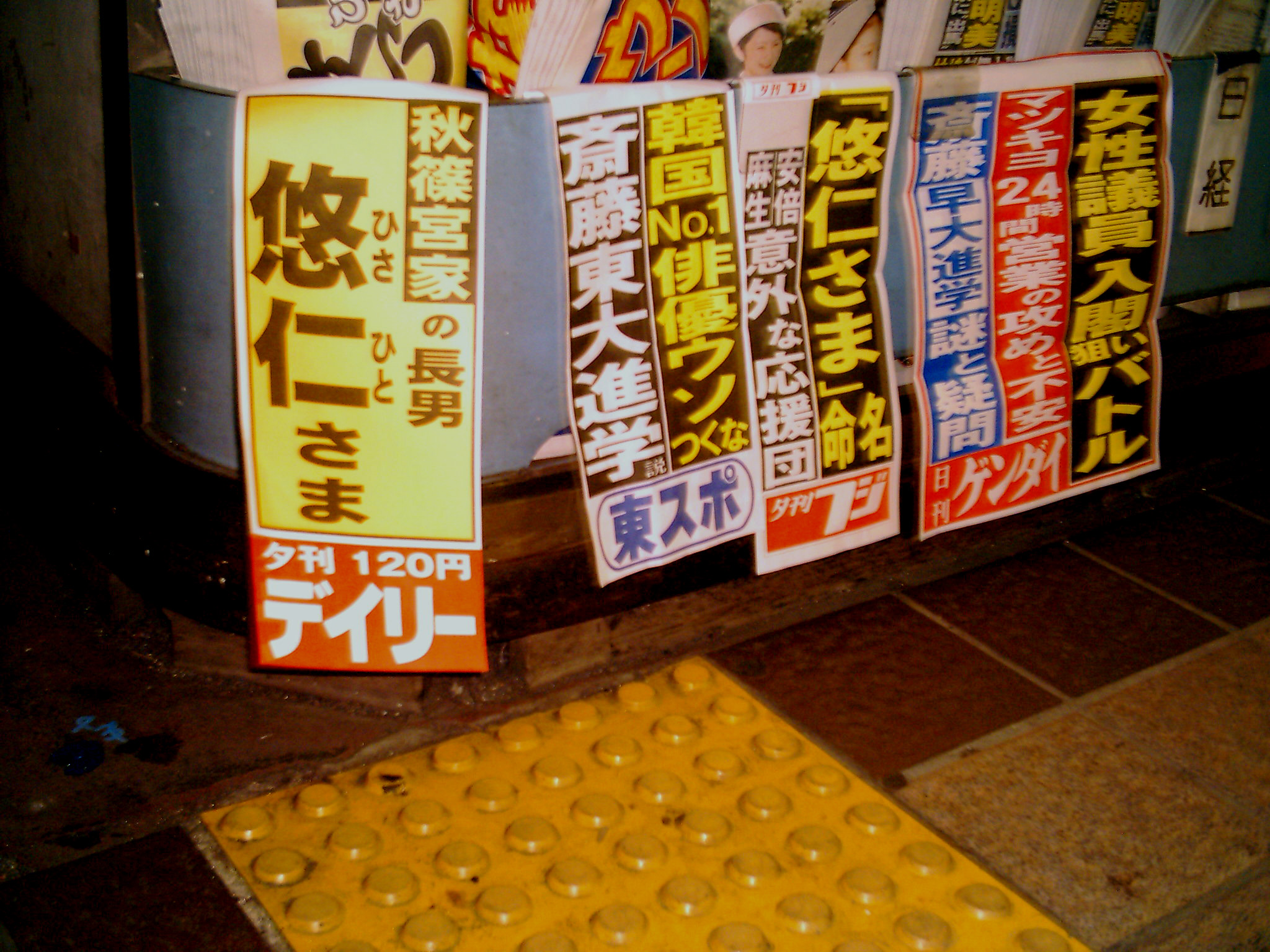
Japanska löpsedlar om födelsen av prins Hisahito av Akishino i september 2006.
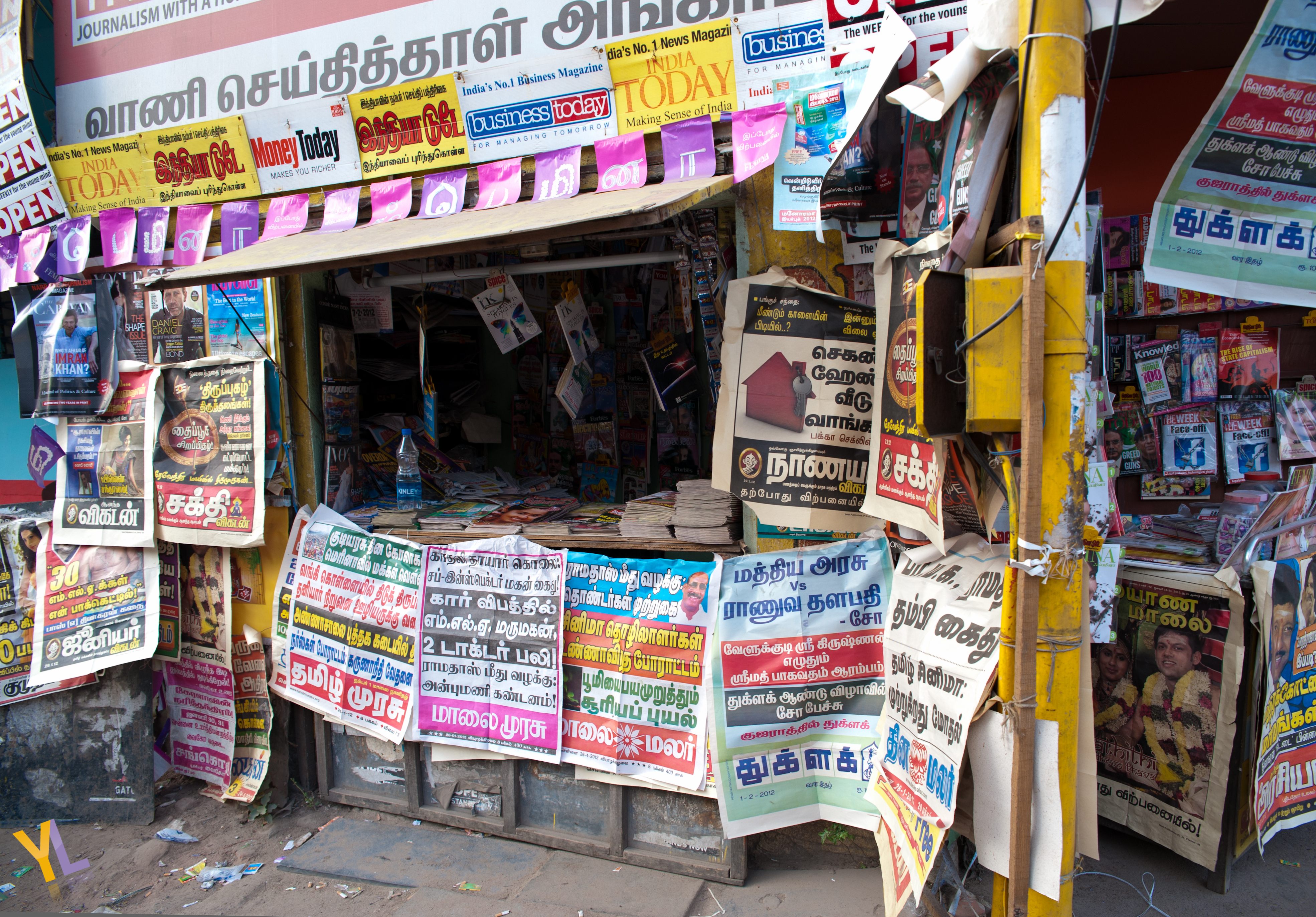
Löpsedlar utanför en tidningskiosk i Chennai i Indien.
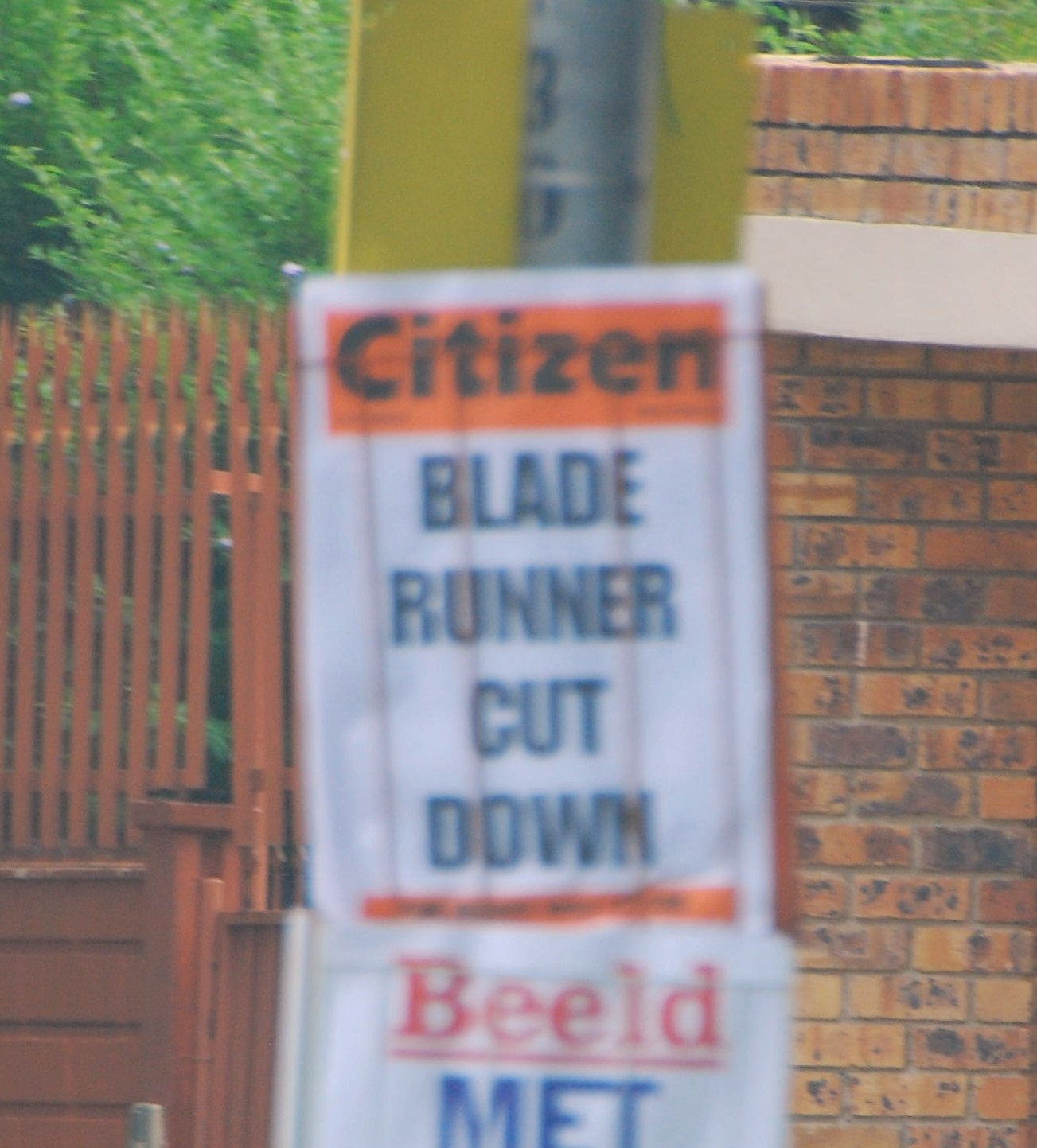
Löpsedlar i Johannesburg i Sydafrika i januari 2008.
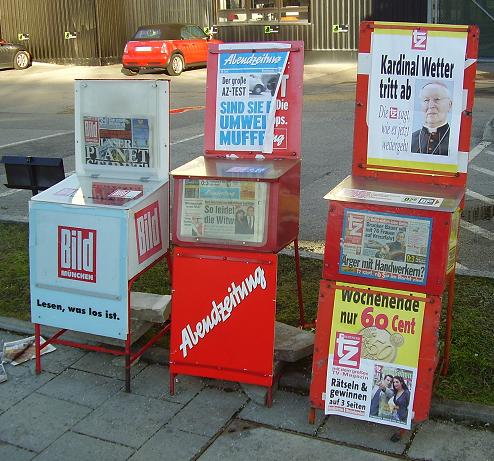
Tidningsautomater med löpsedlar i München i Tyskland 2007.
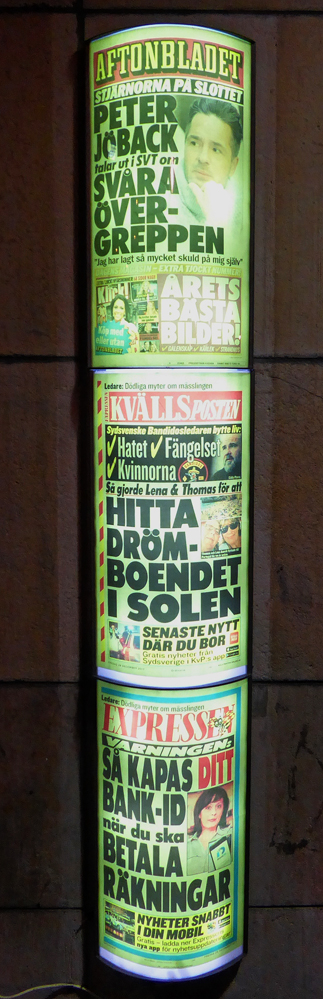
Löpsedlar vid Pressbyrån i Ystad 29 dec 2017.
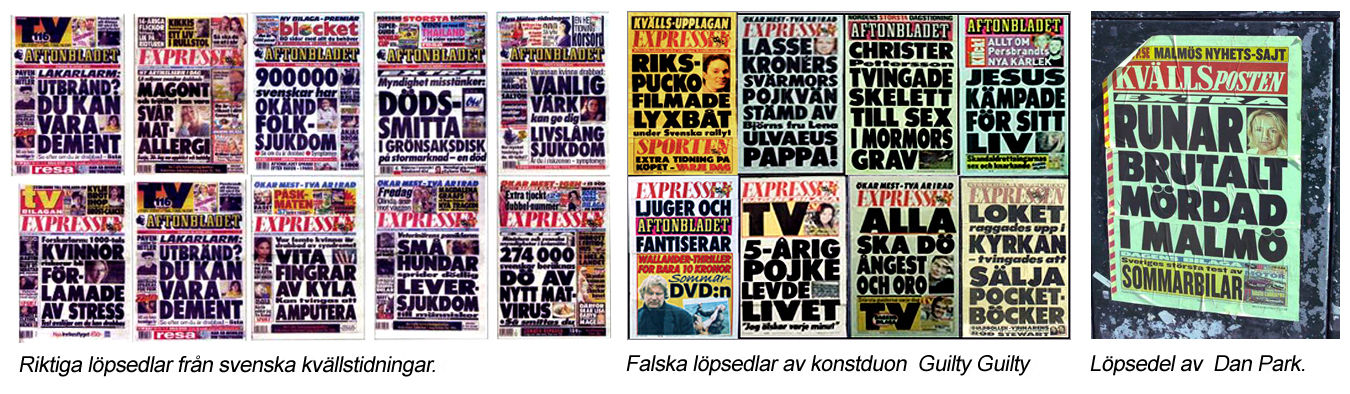
Exempel på riktiga förstasidor (så kallade ettor) och falska löpsedlar som på olika sätt fått stor uppmärksamhet.

## Löp i andra medier
Ordet löp används även inom etermedia såsom radio och tv. I löpet talar programledaren om vad programmet kommer att handla om, till exempel vilka nyhetshändelser som kommer att avhandlas. Vissa program avslutas med ett "baklöp" som talar om vad programmet kommer att handla om nästa gång.